# Бабичи (хутор, Речицкий район)
Бабичи (бел. Бабічы) — хутор в составе Бабичского сельсовета Речицкого района Гомельской области Беларуси.

## География

### Расположение
В 40 км на юго-запад от Речицы, в 3 км от железнодорожной станции Бабичи и в 90 км от Гомеля.

### Гидрография
На востоке находятся мелиоративные каналы.

## Транспортная система
Рядом проходит автодорога Василевичи — Речица.
В деревне 14 жилых домов (2004 год). Планировка состоит из короткой дугообразной улицы, ориентированной с юго-запада на северо-восток. К этой улице с юга примыкает переулок. Застройка двухсторонняя, жилые дома деревянные усадебного типа.

## История
Хутор основан во 2-й половине XIX века как селение Василевичской волости Речицкого уезда Минской губернии. В 1897 году на хуторе находилась ветряная мельница
В 1932 году хуторяне вступили в колхоз. В 1959 году хутор входил в состав совхоза «Звезда» с центром в деревне Бабичи.

## Население

### Численность
2004 год — 14 дворов, 25 жителей.

### Динамика
- 1897 год — 13 дворов, 75 жителей (согласно переписи).
- 1908 год — 15 дворов, 118 жителей.
- 1959 год — 157 жителей (согласно переписи).
- 2004 год — 14 дворов, 25 жителей.
- 2013 год — 8 жителей